# Dincolo de America
Dincolo de America este un film românesc din 2008, regizat de Marius Th. Barna după un scenariu scris de Eugen Șerbănescu. Rolurile principale au fost interpretate de actorii Daniela Nane, Șerban Ionescu, Dorel Vișan, Mihai Stănescu, Maria Dinulescu și Valentin Teodosiu.
Acțiunea filmului se petrece în anii '50 ai secolului al XX-lea, în primii ani ai regimului comunist din România. O scriitoare dizidentă este arestată de securitate cu prilejul lansării unei cărți și acuzată de conspirație împotriva orânduirii sociale. Ea este trimisă pe un șantier de reeducare de unde este salvată de un director de școală ce o angajează ca profesoară. Ea se îndrăgostește de un zidar care era un admirator al fanatic al ei. În finalul filmului, tânăra dizidentă reușește să fugă din țară, în timp ce directorul este ucis, iar zidarul devine, după eliberarea din închisoare, un scriitor de succes.

## Rezumat
În anii '50 ai secolului al XX-lea, primii ani ai regimului comunist din România, Milena Savian (Daniela Nane) este o scriitoare dizidentă. Ea scrie un roman intitulat Departe de America; în cel de-al II-lea volum al romanului, Milena evocă visurile a doi copii care trăiau într-un sat îndepărtat de la malul mării. Fetița visa ca într-o zi să vadă America. După ce a crescut, băiețelul a devenit marinar, iar în timpul absenței sale iubita lui a fost violată de alți marinari. Ajuns căpitan, tânărul dorea să-și ia iubita pe corabie în prima călătorie spre America. Pe puntea navei sosesc însă niște soldați conduși de un sergent, care voiau să-l aresteze pe căpitan pe motiv că dorea să fugă în America, iar marinarul se sinucide aruncându-se de pe catarg sub ochii iubitei sale.
Cu prilejul lansării cărții, Milena este arestată de securitate, iar colonelul Marcus (Dorel Vișan) o acuză ca încearcă să corupă mințile cititorilor, instigându-i la evadarea din sistem prin sinucidere. Volumul considerat subversiv este confiscat din librării. Milena este trimisă ca zidar pe un șantier de reeducare, unde duce o viață grea. Colonelul Marcus trimisese o circulară prin care li se interzicea tuturor instituțiilor și întreprinderilor să o angajeze. Disperată, ea apelează la fostul ei iubit Yan Vesa (Șerban Ionescu), profesor de limba franceză și director al unei școli, care are legături cu un personaj misterios (fost elev de-al său) aflat în Comitetul Central al PMR. Profesorul sfidează interdicția securității și o angajează pe Milena ca profesoară de limba română, aceasta acceptând să reia mai vechea relație de dragoste.
Toate cunoștințele ei, inclusiv colonelul Marcus și profesorul Yan, devin obsedați de aceeași întrebare: de ce s-a sinucis marinarul din carte? Milena este sfătuită de prietenii ei, printre care actorul Edgar (Dragoș Stemate), să traducă romanul în limba franceză și să scoată manuscrisul din țară pentru a fi publicat la Paris cu ajutorul lui Augustin, conducătorul românilor exilați. Între timp, tovarășul Stan (Valentin Teodosiu), șeful șantierului Sălii Congreselor din vecinătatea școlii, îi face avansuri scriitoarei, spunându-i că are putere mare și o poate reabilita. De asemenea, tânărul zidar Manu Gheorghiu zis Mutu (Mihai Stănescu), un personaj naiv, dar rebel și impulsiv, devine și el obsedat de sinuciderea marinarului și se îndrăgostește de Milena. El încearcă să-i capteze atenția cu o falsă tentativa de sinucidere, asemănătoare cu cea a marinarului din carte. Milena este acuzată de instigare la sabotaj și arestată de colonelul Marcus.
Directorul Yan îl convinge pe Manu să se predea securității pentru a o salva pe Milena din închisoare. El se declară a fi bolnav mintal și este internat într-un ospiciu. Milena este astfel eliberată și organizează eliberarea Mutului prin intermediul unei scrisori anonime trimise către prim-secretarul CC al PMR. Eliberarea lui Manu creează suspiciune în rândul foștilor săi colegi de serviciu care-l cred turnător, iar tânărul se lovește cu capul de un zid, provocându-și un traumatism cranio-cerebral. Din cauza faptului că spitalele refuză să-l primească, Manu este adus în garsoniera Milenei. Profesoara îl îngrijește, iar între ea și zidar se înfiripă o poveste de dragoste platonică. Milena îl încurajează să scrie, dar într-o zi îl surprinde întâmplător sărutându-se cu Ingrid (Maria Dinulescu), fosta lui iubită. Ea se duce la Yan și acceptă să plece din țară alături de el. Profesorul îi mărturisește că lucrează ca ofițer sub acoperire și că urmează a fi trimis la Paris pentru a-l lichida pe Augustin. 
Manuscrisul Milenei ajunge prin Manu în posesia actorului Edgar, care colabora în secret cu Securitatea. Planul de a pleca la Paris cade astfel, cei doi fug într-o localitate de pe malul mării, unde Yan vorbește cu căpitanul unui vas turcesc pentru a o scoate clandestin pe Milena din țară. Manu se duce să-și caute iubita pe malul mării și o găsește, făcând apoi dragoste cu ea. În acea seară, căsuța este înconjurată de securitate, iar în schimbul de focuri Yan este ucis, iar Manu grav rănit. Milena este lăsată de tovarășul Stan să fugă și pleacă din țară. Manu face ani grei de închisoare și scrie în pușcărie un roman de dragoste despre evenimentele trăite de el. După căderea regimului comunist, romanul este publicat cu titlul Dincolo de America, iar Milena, acum bătrână, se plimbă zilnic cu un vaporaș pe malul Atlanticului și citește cartea scrisă de Manu.

## Distribuție
- Daniela Nane - scriitoarea Milena Savian
- Șerban Ionescu - profesorul Yan Vesa
- Dorel Vișan - colonelul Marcus
- Mihai Stănescu - zidarul Manu Gheorghiu zis Mutu
- Maria Dinulescu - Ingrid, fosta iubită a lui Manu
- Valentin Teodosiu - tovarășul Stan
- Dragoș Stemate - actorul Edgar
- Mihaela Mihăescu - actrița Margareta
- Avram Iclozan - elevul Toma
- Ioana Costea - eleva Ioana
- Ionuț Alin Ionescu - Cristi
- Paraschiv Constantin - Max
- Nicodim Ungureanu - sergentul
- Vitalie Bantaș - Agent 1
- Petre Dumitru - Agent 2
- Ion Barbu - Agent 3
- Vasile Popa - omul cu fața strâmbă
- Mihai Niculescu - domnul înalt
- Orodel Olaru - doctorul
- Marcello Cobzariu - marinarul american

## Producție
Scenariul și dialogurile filmului au fost scrise de dramaturgul Eugen Șerbănescu, membru al Uniunii Scriitorilor și fost redactor-șef adjunct al ziarului România Liberă. El a scris un roman intitulat Dincolo de Groenlanda, care a fost publicat de Editura Cartea Românească în 1997. Criticul Alex Ștefănescu considera că romanul se asemăna prin atmosferă cu Steaua fără nume a lui Mihail Sebastian și cu Magicianul lui John Fowles, „iubirea romantică fiind multiplicată de jocul de oglinzi al referințelor livrești, în manieră postmodernă”.
Șerbănescu a realizat un scenariu cinematografic inspirat din acest roman, pe care l-a intitulat De ce a ucis-o Shakespeare pe Ofelia. Editura Cartea Românească a publicat în anul 2000 un volum intitulat De ce a ucis-o Shakespeare pe Ofelia, care cuprindea scenariul cinematografic și piesa de teatru Cruciada fermoarelor. Scenariul a fost apreciat de Laurențiu Ulici drept un fel cât se poate de românesc de a răspunde provocărilor – de durată sau de ocazie – ale istoriei. Romanul a fost nominalizat la Premiul Uniunii Scriitorilor în 2000 și premiat de Asociația Scriitorilor din București. Eugen Șerbănescu considera că „Europa secolului XX a avut două mari tragedii: holocaustul și comunismul. Amândouă sunt prezente încă în conștiința publicului și amândouă pot fi mereu repetate, ca o permanentă lecție a istoriei”.
Filmul a fost realizat de Paradox Film, cu sprijinul Centrului Național al Cinematografiei și cu suportul Starcom și TVR, și distribuit de Asociația Film România (AFR). Proiectul a fost respins de comisia CNC la concursul organizat în vara anului 2004 și a fost admis la finanțare numai printr-o decizie ministerială, contestată la timpul respectiv de tinerii cineaști.Ulterior, în octombrie 2006, Eugen Șerbănescu a fost numit directorul general al Centrului Național al Cinematografiei.
Dincolo de America a fost regizat de Marius Th. Barna, asistat de regizorul secund Rodica Nițescu. Fondurile de la CNC au fost acordate abia în anul 2006, iar filmările au avut loc în vara aceluiași an, după completarea bugetului cu bani asigurați de sponsori și de casa producătoare, Paradox Film. Bugetul filmului a avut suma de peste 500.000 de euro. Filmările au fost realizate la București, la Constanța (unde s-a filmat pe bricul Mircea) și la New York (acestea fiind coordonate de Derek Wiesehahn). Actorul Mihai Stănescu era pe atunci încă student. Consilier de cascade a fost Vasile Popa. La finalul filmului sunt aduse mulțumiri speciale firmei IVATERM, Primăriei sectorului 3, Inspectoratului Școlar al Municipiului București, direcției Școlii Generale nr. 80, Administrației Portului Constanța și Primăriei Municipiului București.
Regizorul considera că Dincolo de America „este o dramă, poate chiar un film de festival, o poveste derulată înainte de anii ‘60 și o reflectie substanțială și asupra epocii respective, cu dificultățile existenței ființei umane în acea perioadă. Are și ceva din Casablanca, fără îndoială, dar va fi un film personal, căruia am încercat să nu-i pierdem culoarea locală, care era, pe vremea aceea, roșu”. În altă parte, el afirma că filmul este „un thriller psihologic, cu inserții erotice care includ sentimentul cel mai genuin, cât și sexualismul cel mai cinic ca arhetipuri codificate ale unei societăți închise, coercitive, dictatoriale”.

## Recepție

### Premiera și vizionarea filmului de către public
Filmul urma să fie lansat în toamna anului 2006 (în lunile octombrie-noiembrie), dar activitatea de postproducție s-a prelungit. S-a anunțat apoi că premiera va avea loc la Festivalul Filmului European din 2008, dar filmul a fost retras sau refuzat tacit în cele trei-patru ocazii. Lansarea sa oficială a avut loc la 26 septembrie 2008. Conferința de presă de după lansarea filmului a fost una tragi-comică, presărată de înțepături ironice între jurnaliști și realizatorii filmului. După ce un critic de la TVR s-a enervat și i-a strigat isteric regizorului: „Este o rușine ce ați făcut!”, producătorul filmului l-a întrebat pe critic dacă lucrează la Televiziunea Română ca portar. Actorul Dorel Vișan a părut a fi foarte amărât, afirmând că actorii sunt plătiți prost și ignorați de presă, în timp ce casele de film fac afaceri cu banii, evidențiind că „am ajuns să mă bucur pentru filmele în care nu joc și în care nu fac niște prostii”.
Primele vizionări ale filmului au stârnit hohote de râs din partea puținilor spectatori, iar spre sfârșitul filmului sălile de cinema au rămas aproape goale. În următoarele zile de după lansare, sălile au rămas goale.

### Recenzii critice
Recenziile critice ale acestui film au fost aproape în totalitate negative. Unii critici au folosit locuțiuni precum „cel mai prost film românesc din toate timpurile” sau „gunoi”. Criticul Valerian Sava (care a văzut filmul de patru ori) a afirmat că Eugen Șerbănescu, directorul general al Centrului Național al Cinematografiei, a promovat în ultimii ani „gunoiul” subcultural din branșă. Filmul Dincolo de America a fost considerat un subprodus rezultat din „matrapazlâcuri”. Sava a scos în evidență că majoritatea criticilor au trecut de la comentarea filmului la solicitarea demisiei/demiterii falsului scenarist.
Criticul Andrei Gorzo a folosit pentru descrierea acestui film termeni ca „gunoi”, film inclus în genul „porno cu comuniști”. El afirmă că scenariul lui Șerbănescu este „plin de impulsuri de pornograf” și de dialoguri semidocte, în timp ce regizorul Marius Th. Barna este considerat a fi „prea nul ca să aibă până și impulsuri de genul ăsta”. Criticul afirmă că scriitorul „se înfierbântă scriind despre gagici torturate de comuniști”. Personajele au fantezii sexuale bolnave, scenele de sex sunt catalogate ca penale și gratuite, iar scenaristul Șerbănescu și regizorul Barna transformă obsedanta întrebare „de ce s-a sinucis marinarul?” într-„un mister care chinuie personajele - un fel de Rosebud într-un Citizen Kane al celor defavorizați neuronal”.
Jurnalista Iulia Blaga a adus multe critici filmului, găsindu-i numeroase erori: conflict încălcit, dialoguri stupide și agramate (filmul începe cu fraza „A fost odată o fetiță și un băiețel”), regie „mai catastrofală decât cea a unei telenovele”, interpretări false și prețioase ale actorilor, scenografie sărăcăcioasă în care sunt folosite obiecte din mai multe epoci (șantierul Sălii Congreselor arată ca un colț de casă cu schele), costume anacronice (personajul principal este îmbrăcat în costume folosite în anii '20-'30, cu danteluță la guler), sunet gâjâit, lumini puse aiurea, muzică stupidă etc. Scenele de sex sunt catalogate a fi căznite și false, singurul personaj cât de cât credibil fiind doar colonelul Marcus. Dincolo de America a fost considerat de jurnalistă drept un film „eminamente comic”, „atât de prost încât pufnești în râs de la primele secvențe”, „o diversiune al cărei scop e să arunce în derizoriu și în pseudo-melodramă tragedia unor oameni și a unei societăți întregi”; ea concluzionează că „nu cred că am mai văzut un film românesc mai prost”. 
Fostul regizor Mihnea Columbeanu (Pitbull) a considerat filmul drept „un maldăr de întâmplări fără cap și fără coadă, prin care niște bipede cunoscute din filme sau de la televizor umblă ca pălite-n cap cu leuca, se fut, bălmăjesc vorbe fără șir, iar se fut, se strâmbă-n aparat, se mai fut puțin, se stropesc pe față cu vopsea roșie, iar se prind, iar se fut, și tot așa”. El afirmă că Dincolo de America nu este un film, ci un morman de „imagini ajunse de-a valma pe peliculă”. El își argumentează astfel opinia:
- scenariul este „complet ilogic la toate nivelurile”, comportamentele personajelor sunt pline de clișee asimilate în mod primitiv, replicile sunt „sută la sută false, compuse aberant și agramat” și rostite strident și plat;
- regia dovedește o necunoaștere a celor mai elementare reguli de exprimare în imagine - mizanscenă, decupaj, unghiulație: personajele se mișcă mecanic, școala este amenajată într-o căsuță și este separat printr-o curticică de o schelă de lemn de dimensiunea unui coteț care reprezintă șantierul Sălii Congreselor, scena schimbului de focuri de la final se asemănă cu joaca unor copii din spatele blocului;
- scenografia se evidențiază printr-o „improvizație penibilă”, decorurile sunt false și ilogice ca funcționalitate, iar costumele complet anacronice;
- imaginea pare a fi amatoricească, cu băi de lumină în camere luminate de un singur bec și cu erori cromatice;
- sunetul este stângaci cu zgomote de fond nejustificate și cu neperspectivate.